# Brontispalaelaps
Brontispalaelaps es un género  de ácaros perteneciente a la familia Ameroseiidae.

## Especies
Brontispalaelaps Womersley, 1956
- Brontispalaelaps froggatti
- Brontispalaelaps marianneae Halliday, 1997